# Lao Song
Die Lao Song (Thai ลาวโซ่ง), auch Tai Song (ไทโซ่ง), ursprünglich Tai Song Dam (ไทโซ่งดำ; „Tai von schwarzer Gestalt“) oder Lao Song Dam (ลาวโซ่งดำ), verkürzt auch nur Song oder Song Dam, sind eine Ethnie aus der Familie der Tai-Völker in Zentralthailand. Die Bezeichnung für das Volk leitet sich von ihrer überwiegend schwarzen Tracht ab.

## Geschichte
Die Lao Song stammen von Tai Dam („Schwarzen Tai“) aus Tonkin (Nordvietnam) und Gebieten um Luang Prabang (Laos) ab, von wo aus sie während der siamesischen Eroberungen im 18. und 19. Jahrhundert gewaltsam als Fronarbeiter oder Sklaven nach Zentralthailand umgesiedelt wurden. Die meisten haben die Tai-Dam-Kultur – wie traditionelle Kleidung und Sprache – bis heute bewahrt.
Die Lao Dam wurden unter anderem als Teil eines „Verteidigungsgürtels“ um die Hauptstadt Bangkok gegen Birma angesiedelt. Außerdem wurden sie als Wachen am Königshof und zur Kontrolle der wirtschaftlich einflussreichen chinesischen Minderheit eingesetzt, was auch ihre weiträumige Verbreitung erklärt.

## Geographische Verbreitung
Es gibt etwa 34.000 Angehörige der Lao Song, die über Zentral-Thailand und den Norden des Landes verteilt sind.
Sie siedeln in den Provinzen Phetchaburi, Kanchanaburi, Nakhon Pathom, Phitsanulok und Nakhon Sawan.

## Religion
Ursprünglich waren die Lao Song Anhänger einer animistischen Ethnoreligion. Sie sind heutzutage, wie die meisten Thais, Theravada-Buddhisten. Dennoch hat sich ein Kern des animistischen Glaubens erhalten.

## Wirtschaft
Die Lao Song sind Ackerbauer und stellen kunsthandwerkliche Erzeugnisse her.